# Кугель, Климент Ильич
Климент Ильич Кугель — российский физик, соавтор модели Кугеля-Хомского.
Родился 01.01.1947 в Москве.
Окончил физический факультет Московского государственного университета им. М. В. Ломоносова (январь 1970) и аспирантуру Физического института им. П. Н. Лебедева АН СССР, отдел теоретической физики.
Кандидат физико-математических наук, дата защиты диссертации: 28 ноября 1977 г., физика твёрдого тела. Научный рукодитель — Хомский Даниил Ильич.
Научные интересы — теория конденсированного состояния: электронная структура магнитных материалов, сверхпроводимость, электродинамика композитов.
Работа в настоящее время (2017):
- Институт теоретической и прикладной электродинамики РАН, ведущий научный сотрудник лаборатории теоретической электродинамики конденсированного состояния
- Высшая школа экономики, Московский институт электроники и математики, Департамент электронной инженерии, доцент (с 2016).

Индекс Хирша (2017): 23 (РИНЦ), 24 (Web of Science), 27 (Google Scholar), 26.
Семейное положение: жена, двое сыновей.

## Публикации
- A.O. Sboychakov, K.I. Kugel, A.L. Rakhmanov, D.I. Khomskii, «Phase separation in strongly correlated electron systems with spin-state transitions», Journal of Physics: Conference Series 2010, v. 200, no. 1, id 012174 (4 pages).
- A.V. Kalinov, O.Yu. Gorbenko, A.N. Taldenkov, J. Rohrkamp, O. Heyer, S. Jodlauk, N.A. Babushkina, L.M. Fisher, A.R. Kaul, A.A. Kamenev, T.G. Kuzmova, D.I. Khomskii, K.I. Kugel, T. Lorenz, «Phase diagram and isotope effect in (Pr1-yEuy)0.7Ca0.3CoO3 cobaltites exhibiting spinstate transitions», Physical Review B 2010, v. 81, no. 13, id. 134427 (12 pages).
- Н. А. Бабушкина, А. Н. Талденков, А. В. Калинов, Л. М. Фишер, О. Ю. Горбенко, Т. Лоренц, Д. И. Хомский, К. И. Кугель, «Изотопический эффект и особенности фазовой диаграммы кобальтитов, испытывающих переходы с изменением спинового состояния», Журнал экспериментальной и теоретической физики 2010, т. 138, вып. 2(8), с. 215—220. [JETP 2010, v. 111, no. 2, pp. 189—193].
- A.O. Sboychakov, A.L. Rakhmanov, K.I. Kugel, «Effect of electron-lattice interaction on the phase separation in strongly correlated electron systems with two types of charge carriers», Journal of Physics: Condensed Matter, 2010, v. 22, no. 41, id. 415601 (7 pages).
- Н. А. Бабушкина, А. Н. Талденков, А. В. Калинов, Л. М. Фишер, О. Ю. Горбенко, А. А. Rohrkamp, T. Lorenz, D.I. Khomskii, К. И. Кугель, Фазовая диаграмма и изотоп-эффект в кобальтитах с переходами между спиновыми состояниями", Известия РАН. Серия физическая 2010, т. 74, № 10, с. 1406—1408 [Bulletin of the Russian Academy of Sciences: Physics 2010, v. 74, no. 10, pp. 1345—1347].
- A.V. Kalinov, O.Yu. Gorbenko, A.N. Taldenkov, J. Rohrkamp, O. Heyer, S. Jodlauk, N.A. Babushkina, L.M. Fisher, A.R. Kaul, D.I. Khomskii, K.I. Kugel, T. Lorenz, «Phase diagram of spin states and magnetic interactions in isotope substituted (Pr,Eu)0.7Ca0.3CoO3», Solid State Phenomena 2011, vol. 168—169, pp. 465—468.
- A.O. Sboychakov, K. I. Kugel, A.L. Rakhmanov, D.I. Khomskii, «Relationship between orbital structure and lattice distortions in Jahn-Teller systems», Physical Review B 2011, v. 83, no. 20, id. 205123 (9 pages).
- Vikram Tripathi, Kusum Dhochak, B.A. Aronzon, V.V. Rylkov, A.B. Davydov, Bertrand Raquet, Michel Goiran, K.I. Kugel, «Charge inhomogeneities and transport in semiconductor heterostructures with a Mn δ-layer», Physical Review B 2011, v. 84, no. 27, id. 075305 (13 pages).
- A.K. Sarychev, S.O. Boyarintsev, A.L. Rakhmanov, K.I. Kugel, Yu.P. Sukhorukov, «Collective volume plasmons in manganites with nanoscale phase separation: Simulation of the measured infrared spectra of La0.7Ca0.3MnO3», Physical Review Letters 2011, v. 107, no. 26, id. 267401 (4 pages).
- A. O’Hare, F.V. Kusmartsev, K.I. Kugel, «A stable „flat“ form of two-dimensional crystals: could graphene, silicene, germanene be minigap semiconductors?», Nano Letters 2012, v. 12, no. 2, pp. 1045—1052.
- A. O’Hare, F.V. Kusmartsev, K.I. Kugel, «Stable forms of two-dimensional crystals and graphene», Physica B 2012, v. 407, no. 11, pp. 1964—1968.
- Vikram Tripathi, Kusum Dhochak, B.A. Aronzon, Bertrand Raquet, V.V. Tugushev, K.I. Kugel, «Noise studies of magnetization dynamics in dilute magnetic semiconductor heterostructures», Physical Review B 2012, v. 85, no. 21, id. 214401 (13 pages).
- N.N. Kovaleva, K.I. Kugel, A.V. Bazhenov, T.N. Fursova, W. Löser, Y. Xu, G. Behr, F.V. Kusmartsev, «Formation of metallic magnetic clusters in a Kondo-lattice metal: Evidence from an optical study», Scientific Reports 2012, v. 2, id. 890 (7 pages).
- М. Ю. Каган, К. И. Кугель, А. В. Михеенков, А. Ф. Барабанов, «Элементарные возбуждения в симметричной спин-орбитальной модели», Письма в ЖЭТФ 2014, т. 100, вып. 3, с. 207—212 [JETP Letters 2014, v. 100, no. 3, pp. 187—191].
- K.I. Kugel, D.I. Khomskii, A.O. Sboychakov, S.V. Streltsov, «Spin-orbital interaction for face-sharing octahedra: Realization of a highly symmetric SU(4) model», Physical Review B 2015, v. 91, no. 15, id. 155125 (11 pages).
- Ya.I. Rodionov, K.I. Kugel, Franco Nori, «Effects of anisotropy and disorder on the conductivity of Weyl semimetals», Physical Review B 2015, v. 92, no. 19, id. 195117 (15 pages).
- D.I. Khomskii, K.I. Kugel, A.O. Sboychakov, S.V. Streltsov, «Role of local geometry in spin and orbital structure of transition metal compounds», Журнал экспериментальной и теоретической физики 2016, т. 149, вып. 3, с. 562—577 [JETP 2016, v. 122, no. 3, pp. 484—498].
- N.N. Kovaleva, K.I. Kugel, Z. Potůčhek, N.S. Goryachev, O.E. Kusmartseva, Z. Bryknar, V.A. Trepakov, E.I. Demikhov, A. Dejneka, F.V. Kusmartsev, A.M. Stoneham, «Optical evidence of quantum rotor orbital excitations in orthorhombic manganites», Журнал экспериментальной и теоретической физики 2016, т. 149, вып. 5, с. 1030—1042 [JETP 2016, v. 122, no. 5, pp. 890—901].
- Ya.I. Rodionov, K.I. Kugel, Franco Nori, «Floquet spectrum and driven conductance in Dirac materials: Effects of Landau-Zener-Stückelberg-Majorana interferometry», Physical Review B 2016, v. 94, no. 19, id. 195108 (13 pages).
- N.N. Kovaleva, O.E. Kusmartseva, K.I. Kugel, F.V. Kusmartsev, «Manifestation of quantum rotor orbital excitations in Raman spectra of Jahn-Teller crystal LaMnO3», Journal of Physics: Conference Series 2017, v. 833, no. 1, id. 012005 (12 pages).
- А. Л. Рахманов, К. И. Кугель, М. Ю. Каган, А. В. Рожков, А. О. Сбойчаков, «Неоднородные электронные состояния в системах с неидеальным нестингом», Письма в ЖЭТФ 2017, т. 106, вып. 12, с. 768—779 [JETP Letters 2017, v. 106, no. 12, pp. 806—817].
- A.V. Rozhkov, A.L. Rakhmanov, A.O. Sboychakov, K.I. Kugel, Franco Nori, «Spin-valley half-metal as a prospective material for spin valleytronics», Physical Review Letters 2017, v. 119, no. 10, id. 107601 (6 pages).
- A.M. Belemuk, N.M. Chtchelkatchev, A.V. Mikheyenkov, K.I. Kugel, «Magnetic phase diagram and quantum phase transitions in a two-species boson model», Physical Review B 2017, v. 96, no. 9, id. 094435 (8 pages).